# Metatropis
Metatropis is een geslacht van wantsen uit de familie steltwantsen (Berytidae). Het geslacht werd voor het eerst wetenschappelijk beschreven door Franz Xaver Fieber in 1859.

## Soorten
Het genus bevat de volgende soorten:

- Metatropis aurita Breddin, G., 1907
- Metatropis brevirostris Hsiao, 1974
- Metatropis denticollis Lindberg, 1934
- Metatropis gibbicollis Hsiao, 1974
- Metatropis humilis Stusak, 1972
- Metatropis longirostris Hsiao, 1974
- Metatropis nigripes Stusak, 1967
- Metatropis rufescens (Herrich-Schäffer, 1835)
- Metatropis spinicollis Hsiao, 1974
- Metatropis tesongsanicus Josifov, 1975